# Gioielli della Corona danese

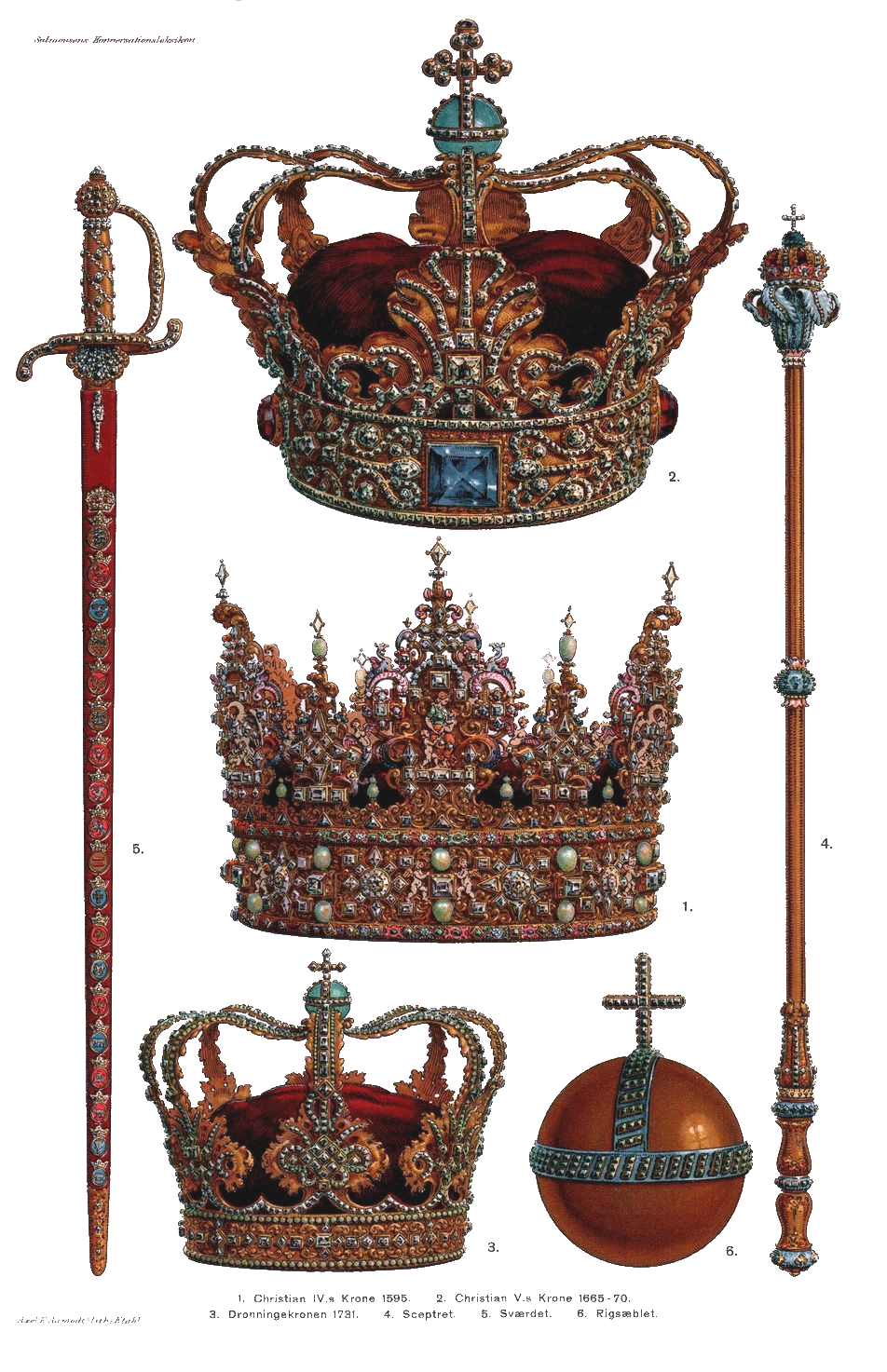
Disegno ottocentesco che illustra i gioielli della corona reale di Danimarca: 1. Corona di Cristiano IV 1595. 2. Corona di Cristiano V 1665-70. 3. Corona della regina 1731. 4. Scettro. 5. Spada di stato. 6. Globo crocigero

I gioielli della Corona danese sono le insegne regali della monarchia di Danimarca. Essi comprendono tre corone, uno scettro, un globo, una spada di Stato e un'ampolla.
Le regalie danesi sono conservate nel Castello di Rosenborg. Il più antico oggetto presente in questa collezione è la spada di Stato, fatta realizzare da Cristiano III nel 1551.
Tra gli oggetti è conservata anche la preziosissima corona di Cristiano IV, finemente lavorata e ricca di pietre preziose.
Durante il periodo della monarchia elettiva, un rappresentante del clero e della nobiltà ponevano sulla testa del re la corona durante la cerimonia d'incoronazione. Dopo l'introduzione dell'assolutismo nel 1660, l'incoronazione venne sostituita con una cerimonia secondo la quale il re giunge in chiesa già con la corona sul capo e qui viene consacrato e unto con l'olio santo. Per l'unzione di Cristiano V, dunque, si rese necessaria la costruzione di una nuova corona ad opera dell'orafo danese Ferdinand Küblich, che progettò anche il nuovo trono reale che contiene al proprio interno dodici statue di leoni e la zanna di un narvalo, un tempo era ritenuta del mitico unicorno; la specificità di questo progetto riprendeva la tradizione che illustrava il trono di Salomone così composto.
Con la costituzione del 1849, la cerimonia dell'unzione divenne sempre più discontinua e da allora i gioielli della corona vennero usati per il cosiddetto castrum doloris, ovvero alla morte del sovrano la corona veniva posta sulla sua bara e gli altri oggetti preziosi ai suoi piedi.

## Le regalìe antiche
Con il termine di regalie antiche si indicano la corona e tutti i gioielli della Corona usati prima dell'introduzione dell'assolutismo monarchico nel 1660 ai quali sono ascrivibili i seguenti oggetti.

### La corona di Cristiano IV

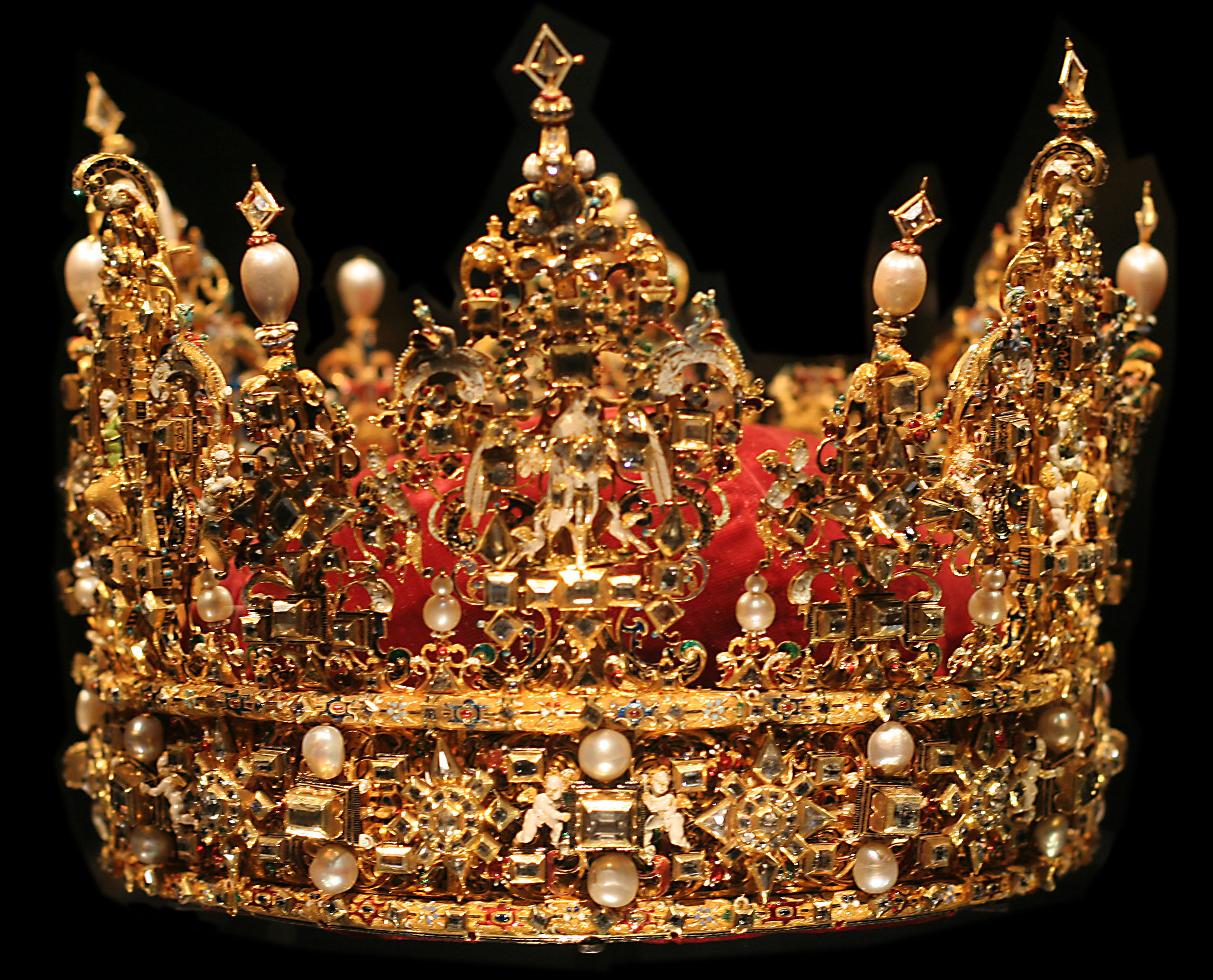
La corona del re Cristiano IV di Danimarca.

La corona di Cristiano IV di Danimarca venne eseguita dall'orafo Didrik Fyren a Odense aiutato dall'orafo di Norimberga Corvinius Saur negli anni 1595-1596 per l'incoronazione di Cristiano IV. Essa è realizzata in oro, smalti, perle e pietre preziose per un peso totale di 2 895 grammi.
Ciascuna delle sette punte è decorata con una figura che rappresenta le funzioni e le virtù tipiche del monarca. All'interno le punte sono decorate con gli stemmi delle varie regioni del Regno di Danimarca.
Essa venne usata per l'ultima volta nel 1648 per l'incoronazione di Federico III.

### La spada di Stato di Cristiano III
La spada di Stato di Cristiano III di Danimarca venne realizzata nel 1551 da Johann Siebe. Essa è eseguita in argento smaltato e decorato con pietre preziose.
Prima dell'introduzione della monarchia assoluta, la spada era la prima delle regalie presentate al re nella cerimonia d'incoronazione.

### La spada per la cerimonia del cavalierato di Cristiano IV
Questa spada veniva utilizzata dal re che la porgeva sulle spalle dell'insignito di un cavalierato. Essa era caratterizzata da un'elsa smaltata di blu tempestata di diamanti.

## Le regalie nuove

### La corona di Cristiano V

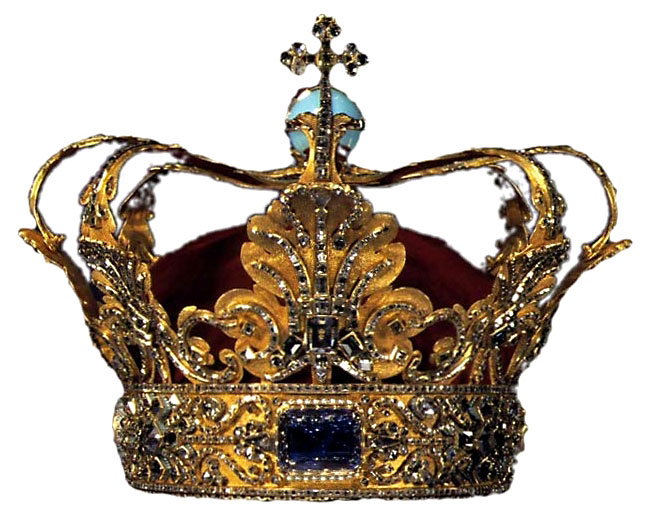
La corona di Cristiano V.

La corona di Cristiano V di Danimarca è la corona ufficiale che venne utilizzata per le unzioni dei re danesi assolutisti sino alla fine dell'assolutismo propriamente detto nel 1849, a seguito della concessione di una costituzione. Il re Federico III desiderava che il proprio figlio ed erede fosse in possesso di visibili segni di potere e, quando egli morì, suo figlio ereditò il suo titolo direttamente, senza una particolare elezione da parte del parlamento. Egli aveva già commissionato difatti una corona per il figlio, di modo che questi potesse essere incoronato con la massima gloria possibile.
La corona venne usata per tutte le incoronazioni danesi da Cristiano V a Cristiano VIII nel 1840. Attualmente la corona è utilizzata come simbolo della monarchia e dello Stato danese. Essa ha unicamente un uso cerimoniale e viene posta nel "castrum doloris" di un monarca deceduto.
La corona rappresenta il segno tangibile del potere reale e venne realizzata dall'orafo Paul Kurtz a Copenaghen tra il 1670 e il 1671. Venne realizzata con una struttura chiusa a riprendere quella di Carlomagno, che si differenziava apertamente dalle corone aperte dei monarchi eletti; ha un peso di 2 080 grammi

### La corona della regina
La regina consorte Carlotta Amalia d'Assia-Kassel non indossò mai la corona danese in quanto appartenente alla Chiesa riformata e non era quindi membro della Chiesa di Danimarca; bisogna però ammettere che all'epoca non vi era una precisa tradizione che prescrivesse l'uso di un copricapo reale anche per la consorte di un monarca.
Ad ogni modo, tutte le regine che la seguirono vennero incoronate assieme ai mariti. Luisa di Meclemburgo-Güstrow, moglie di re Federico IV, venne incoronata con l'apposita corona che ancora oggi possiamo ammirare e così pure tale copricapo venne utilizzato per incoronare Anna Sophie Reventlow, regina che la seguì. Però, Sofia Maddalenda di Brandeburgo-Kulmbach, moglie di Cristiano VI, non volle mai indossare la corona dei suoi predecessori e ne fece realizzare una nuova dal gioielliere reale Fabritius nel 1731.
Quest'ultima corona venne modellata sul disegno di quella di Cristiano V, ma con la differenza di essere più alta e piccola; è decorata con diamanti che provengono dalla corona di Sofia Amalia, fatta realizzare per le regine nel 1648.

### Lo scettro
Lo scettro reale danese venne realizzato da un orafo sconosciuto di Copenaghen su commissione di Federico II nel 1648. Esso è realizzato in oro e termina con un bottone decorato con diamanti e una corona reale in oro.

### Globo reale

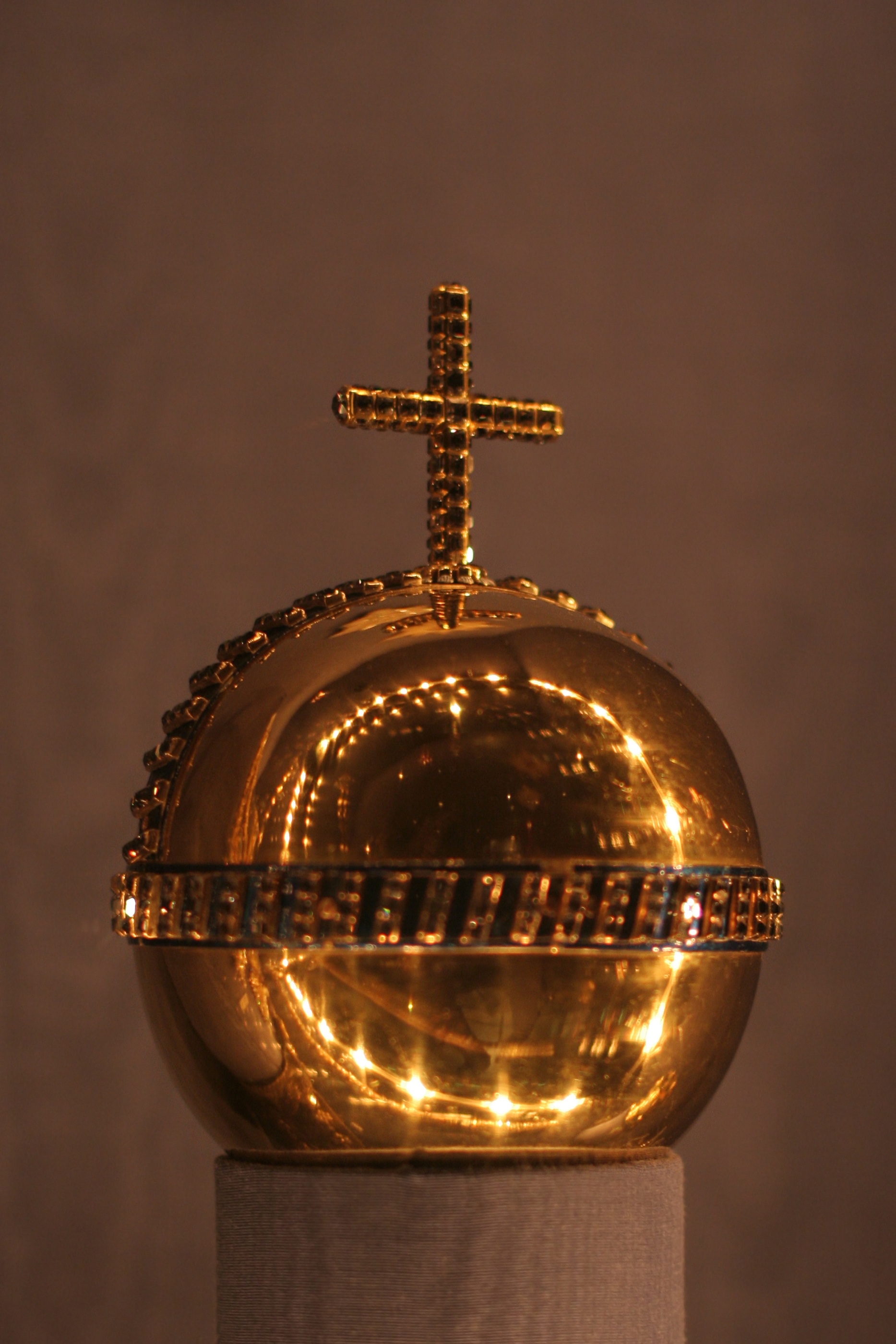
Il globo reale danese

Il globo reale rappresenta simbolicamente la supremazia della cristianità sul mondo. Esso è un globo in oro decorato con una banda di smalti e diamanti. Nella parte superiore si trova una croce di diamanti. Esso venne realizzato ad Amburgo per l'incoronazione di Federico III nel 1648.

### La spada di Stato
La spada di Stato, che rappresenta il potere di proteggere, punire e giudicare, prerogative tipiche del monarca, era originariamente un regalo di nozze donato da Cristiano IV di Danimarca nel 1643 al figlio Federico. Essa venne utilizzata durante l'incoronazione di Federico III e da allora sino alla fine dell'assolutismo in Danimarca.
L'elsa è decorata con pietre preziose. La custodia della lama è in velluto rosso decorato con gli stemmi delle diverse regioni del regno e con diamanti che si trovano nelle corone che sormontano ciascuno stemma.

### L'ampolla
L'ampolla era utilizzata per contenere l'olio santo da utilizzare durante l'unzione cerimoniale del nuovo monarca al momento della sua ascesa al trono. Essa venne realizzata da un orafo sconosciuto di Copenaghen per l'incoronazione di Federico III nel 1646.